# Acrylate d'éthyle
L'acrylate d'éthyle ou propénoate d'éthyle est l'ester de l'acide acrylique et de l'éthanol. C'est un liquide incolore avec une odeur âcre pénétrante. Le nez humain est capable de détecter cette odeur à des concentrations mille fois plus faibles que ce qui est considéré comme dose nocive en cas d'exposition continue pendant une certaine période de temps. C'est aussi un composé organique qui est principalement utilisé comme monomère pour la préparation de différents polymères.

## Chimie
L'acrylate d'éthyle peut être préparé par plusieurs méthodes industrielles. L'acrylonitrile peut réagir avec l'éthanol en présence d'acide sulfurique catalytique pour former de l'acrylate d'éthyle. Il peut être aussi préparé par réaction de l'éthyne, de l'éthanol et de CO.
L'acrylate d'éthyle au repos polymérise facilement et la polymérisation est accélérée par la chaleur, la lumière et les peroxydes.
L'acrylate d'éthyle est utilisé pour la production de polymères comme des résines, des plastiques, du caoutchouc synthétique et des matériaux pour prothèses dentaires.

## Sécurité
Les principales questions de sécurité concernant l'acrylate d'éthyle viennent du fait qu'il est inflammable et très réactif.
Bien qu'il existe des rapports faisant valoir que l'acrylate d'éthyle est un agent cancérigène, certains organismes nationaux dont les avis sont respectés, regardent ces indications de cancérogénicité chez l'homme comme faibles et/ou incohérentes. Le centre international de recherche sur le cancer a déclaré, « Suite à une évaluation globale, l'acrylate d'éthyle est peut-être cancérogène pour les humains (groupe 2B). » L'agence de protection de l'environnement des États-Unis (EPA) indique, « Les études chez l'homme de l'exposition professionnelle à l'acrylate d'éthyle... ont suggéré un lien entre l'exposition au produit chimique et le cancer colorectal, mais les preuves sont contradictoires et non concluantes. Dans une étude réalisée par le National Toxicology Program (NTP), l'augmentation de l'incidence des papillomes de cellules squameuses et des carcinomes de l'estomac a été observée chez les rats et les souris exposés par gavage (le produit chimique est placé expérimentalement dans l'estomac). Toutefois, le NTP a récemment déterminé que ces données n'étaient pas pertinentes vis-à-vis de la cancérogénicité pour l'homme et a retiré l'acrylate d'éthyle de la liste des substances cancérogènes. »
L'acrylate d'éthyle peut irriter le nez, la gorge et les poumons.
Les bonnes propriétés d'avertissement de l'acrylate d'éthyle sont un aspect favorable pour la sécurité. En effet, le seuil de détection olfactive est bien plus bas que n'importe quel niveau préoccupant pour la santé. En d'autres mots, son odeur avertit les personnes de sa présence bien avant que sa concentration n'atteigne un niveau susceptible de créer un risque sérieux pour la santé. Les niveaux exacts publiés varient quelque peu mais, par exemple, l'EPA donne un seuil olfactif de 0,0012 parties par million et le plus bas niveau de préoccupation pour la santé de l'EPA à propos de l'acrylate d'éthyle, l'Acute Exposure Guideline Level-1 (AEGL-1) est de 8,3 ppm, ce qui est près de 7000 fois plus haut que le seuil olfactif.